# NGC 2656
NGC 2656 est une lointaine et très vaste galaxie lenticulaire située dans la constellation de la Grande Ourse. NGC 2656 a été découverte par l'astronome britannique John Herschel en 1831.

## Caractéristiques
Sa vitesse par rapport au fond diffus cosmologique est de 13 777 ± 47 km/s, ce qui correspond à une distance de Hubble de 203 ± 14 Mpc (∼662 millions d'al).